# Neojaera expansa
Neojaera expansa är en kräftdjursart som först beskrevs av Brian Frederick Kensley1984.  Neojaera expansa ingår i släktet Neojaera och familjen Janiridae. Inga underarter finns listade i Catalogue of Life.